# Brooksville (Misisipi)
Brooksville es un pueblo del Condado de Noxubee, Misisipi, Estados Unidos. Según el censo de 2000 tenía una población de 1.182 habitantes.

## Demografía
Según el censo de 2000, había 1.182 personas, 439 hogares y 305 familias residiendo en la localidad. La densidad de población era de 461,0 hab./km². Había 480 viviendas con una densidad media de 187,2 viviendas/km². El 19,12% de los habitantes eran blancos, el 79,61% afroamericanos, el 0,17% asiáticos y el 1,10% pertenecía a dos o más razas. El 1,10% de la población eran hispanos o latinos de cualquier raza.
Según el censo, de los 439 hogares en el 35,8% había menores de 18 años, el 31,2% pertenecía a parejas casadas, el 33,7% tenía a una mujer como cabeza de familia, y el 30,5% no eran familias. El 28,2% de los hogares estaba compuesto por un único individuo, y el 13,4% pertenecía a alguien mayor de 65 años viviendo solo. El tamaño promedio de los hogares era de 2,69 personas, y el de las familias de 3,30.
La población estaba distribuida en un 31,7% de habitantes menores de 18 años, un 11,5% entre 18 y 24 años, un 26,6% de 25 a 44, un 16,8% de 45 a 64, y un 13,4% de 65 años o mayores. La media de edad era 30 años. Por cada 100 mujeres había 88,8 hombres. Por cada 100 mujeres de 18 años o más, había 76,6 hombres.
Los ingresos medios por hogar en la localidad eran de 16.146 dólares ($), y los ingresos medios por familia eran 20.804 $. Los hombres tenían unos ingresos medios de 26.513 $ frente a los 17.500 $ para las mujeres. La renta per cápita para la ciudad era de 9.001 $. El 44,4% de la población y el 38,0% de las familias estaban por debajo del umbral de pobreza. El 57,9% de los menores de 18 años y el 25,2% de los habitantes de 65 años o más vivían por debajo del umbral de pobreza.

## Geografía
Según la Oficina del Censo de los Estados Unidos, la localidad tiene un área total de 2,6 km², todos ellos correspondientes a tierra firme.